# عین روا
عین روا (به عربی: عین روا) یک شهرداری در الجزایر است که در استان سطیف واقع شده‌است.